# 瓦西里·斯梅斯洛夫
瓦西里·瓦西里耶维奇·斯梅斯洛夫（俄语：Васи́лий Васи́льевич Смысло́в，1921年3月24日—2010年3月27日），苏联、俄罗斯国际象棋棋手，前国际象棋世界冠军。
斯梅斯洛夫在1957年国际象棋世界冠军赛中击败卫冕冠军米哈伊尔·博特温尼克，成为了新的世界冠军。不过他在一年后又败给博特温尼克，卫冕失败。此外，他曾八次进入世界冠军挑战者资格赛（1948年、1950年、1953年、1956年、1959年、1965年、1983年、1985年）。他还两度在苏联国际象棋全国锦标赛中并列第一（1949年、1955年）。而他所获得的17枚国际象棋奥林匹克奖牌则是历史最高纪录。